# Levágott ökör
A Levágott ökör (De geslachte os) Rembrandt 1655-ben készített csendélete. A festmény 1857 óta a párizsi Louvre gyűjteményében található. 

## Keletkezése, leírása
A mű azoknak a festményeknek a sorát követi, amelyek vágóhídi jelenetet ábrázolnak, például Pieter Aertsen Húsos bódé a Szent Család adományával (1551) vagy Annibale Carracci Hentesbolt (1583 körül) című alkotását. Konkrétabb előképe lehet Joachim Beuckelaer Levágott disznó (1563) című munkája. Rembrandt egy hasonló jelenetet ábrázoló rajzot is készített 1635 körül. 
A festmény mérete 95,5 x 68,8 centiméter, és a következő felirat szerepel rajta: „Rembrandt f. 1655”. A kép egy leölt ökör vagy bika tetemét mutatja, amely egy faépületben, talán egy istállóban vagy fészerben lóg. A tetemet hátsó lábainál fogva kötéllel erősítették egy fagerendára. Az állatot lefejezték, bőrét és szőrét lenyúzták, mellüregét kitárták, belső szerveit eltávolították, így jól látható a hús, a zsír, a kötőszövetek, az ízületek, a csontok és a bordák. A húst részletgazdag színezéssel és impasto technikával készült textúrával ábrázolta az alkotó.

### Hasonló képek
Hasonló festmény látható a glasgow-i Kelvingrove Művészeti Galériában és Múzeumban, amelyet valószínűleg nem Rembrandt, hanem valamelyik tanítványa, talán Carel Fabritius készített. Hasonló témájú festmények Rembrandt vagy inkább tanítványainak köréből a budapesti Szépművészeti Múzeumban és egy philadelphiai gyűjteményben is találhatók.
Edinburgh-ban van egy Levágott ökör, amelyet korábban Rembrandtnak tulajdonítottak, ma azonban úgy vélik, a művész köréből származik. Ezt Rembrandt egyik 1655 előtti, azóta elveszett képe inspirálta.
Egyes feldolgozásokon egy nő tűnik fel a háttérben, a félig nyitott ajtó mögött, ami a csendéletet zsánerképpé, azaz hétköznapi életjelenetté emeli. A festményt néha vanitasnak vagy memento morinak tekintik; egyes értelmezések a tékozló fiú bibliai történetében szereplő hízott borjú leölésére, mások közvetlenül Jézus keresztre feszítésére utalnak.
A festmény feltehetően Christoffel Hirschvogel tulajdona volt 1661-ben. Joshua Reynolds megtekintette Pieter Locquet amszterdami gyűjteményében 1781-ben, később Louis Viardot birtokolta, aki 1857-ben 5000 frankért adta el a Louvre-nak.
A mű inspirálta Honoré Daumiert, Eugène Delacroix-t, Francis Bacont, valamint Chaïm Soutine-t, utóbbi Marhahús (1925) címmel festménysorozatot készített. Különösen Bacon Figure with Meat című festménye, amely Velázquez pápaábrázolásának (X. Ince pápa) kísérteties húsdarabokkal kiegészített változata, utal vissza Rembrandt alkotására.

## Galéria
- Carel Fabritius (?) (Korábban Rembrandt művének tulajdonították) (1640 körül), Kelvingrove Art Gallery and Museum
- Ismeretlen festő hasonló alkotása (1639), Szépművészeti Múzeum, Budapest
- Rembrandtnak tulajdonított hasonló alkotás (1640-es évek), Philadelphia Museum of Art
- Chaim Soutine: Marhahús (1925) című sorozatának darabja, Minneapolis Institute of Art